# Crimea Air
Crimea Air — колишня українська регіональна авіакомпанія зі штаб-квартирою в Сімферополі, що існувала у 1996—2007 роках. Базовий аеропорт — «Сімферополь».

## Історія
Компанія заснована у 1996 році та розпочала діяльність 4 жовтня 1996 року як регіональні авіалінії. Базувалася в аеропорту «Сімферополь». Ліквідована у 2007 році.

## Флот
За весь період діяльності до складу авіакомпанії входили такі літаки:
- 2 Як-42
- 7 Ан-24
- 1 Ан-26.